# 柳怀祖
柳怀祖（1940年—），男，江苏仪征人，生于上海，中国电子对撞机工程专家，享受国务院政府特殊津贴专家，曾任中国科学院办公厅主任，北京正负电子对撞机工程领导小组办公室主任。

## 家庭
父亲柳大纲。